# Kuznyeckij híd
A Kuznyeckij híd (Кузнецкий мост, a kovácsok hídja) Moszkva egykori hídja az egykori Nyeglinnaja folyó felett, a mai Nyeglinnaja ulica és a Kuznyeckij Moszt nevű utca kereszteződése helyén volt. A Nyeglinnaja folyónak a föld alatti csatornába vezetése után, a város fejlődése, a kultúrrétegek vastagodása során az egykori híd mélyen a mai talajszint alá került.
Erről az egykori hídról nevezték el a moszkvai metrónak a Taganszko-Krasznopresznyenszkaja vonalon lévő, a közelben található Kuznyeckij Moszt állomását is.

## Története
A régi fahíd helyén 1754−1761 között épült Dmitrij Vasziljevics Uhtomszkij építész tervei alapján a 16 méter széles, 30 méter hosszú háromíves kőhíd. A feljárókkal együtt a híd hosszát 88 méterre növelték annak érdekében, hogy árvizek idején is lehetséges legyen rajta az átkelés. 
1818-19-ben a Nyeglinnaja folyót ezen a szakaszon is föld alatti csatornába terelték, a híd felszíne ezért a megemelt talajszint alá került és feltöltötték. 
Az 1980-as években a Nyeglinnaja földalatti csatornájának modernizációja során feltárták a híd maradványait, amik elég sokáig láthatóak voltak a régészeti kutatások során a nyitott munkagödörben. Ezután a hidat újra betemették.

## Fordítás
- Ez a szócikk részben vagy egészben  a(z)   Кузнецкий мост (Москва) című orosz Wikipédia-szócikk ezen változatának fordításán alapul.  Az eredeti cikk szerkesztőit annak laptörténete sorolja fel. Ez a jelzés csupán a megfogalmazás eredetét és a szerzői jogokat jelzi, nem szolgál a cikkben szereplő információk forrásmegjelöléseként.

## Kapcsolódó szócikk
- Troickij híd